# Prepops
Prepops is een geslacht van wantsen uit de familie van de Miridae (Blindwantsen). Het geslacht werd voor het eerst wetenschappelijk beschreven door Odo Reuter in 1905.

## Soorten
Het genus bevat de volgende soorten:

- Prepops accinctus (Distant, 1893)
- Prepops adluteiceps Carvalho, 1988
- Prepops albomarginatus (Reuter, 1910)
- Prepops alienus (Reuter, 1910)
- Prepops anasueliae Carvalho & Fontes, 1970
- Prepops areatus (Reuter, 1910)
- Prepops atratus (Distant, 1883)
- Prepops atripennis (Reuter, 1876)
- Prepops atroluteus (Walker, 1873)
- Prepops bachmanni Carvalho & Carpintero, 1990
- Prepops bahiensis Carvalho, 1975
- Prepops banosus Carvalho, 1988
- Prepops barueriensis Carvalho, 1988
- Prepops bastensis Carvalho & Costa, 1991
- Prepops bechynei Carvalho, 1988
- Prepops beniensis Carvalho, 1988
- Prepops bicolor (Distant, 1883)
- Prepops bicoloroides Carvalho & Schaffner, 1987
- Prepops bivittatus (Stal, 1860)
- Prepops bivittis (Stål, 1862)
- Prepops bolivianus Carvalho & Fontes, 1969
- Prepops borealis (Knight, 1923)
- Prepops caatinganus Carvalho, 1988
- Prepops cajuruensis Carvalho & Costa, 1991
- Prepops caliensis Carvalho, 1989
- Prepops candelariensis Hernandez & Henry, 2010
- Prepops canelae Carvalho & Fontes, 1970
- Prepops caracensis Carvalho, 1974
- Prepops carioca Carvalho & Fontes, 1970
- Prepops casualis Carvalho, 1988
- Prepops catamarcanus Carvalho, 1988
- Prepops catarinensis Carvalho & Fontes, 1970
- Prepops championi (Carvalho, 1952)
- Prepops chanchamaianus Carvalho, 1988
- Prepops circumcinctus Say, 1832
- Prepops circummaculatus (Stål, 1854)
- Prepops columbiensis (Carvalho & Fontes, 1972)
- Prepops comarapanus Carvalho, 1988
- Prepops commissuralis (Reuter, 1910)
- Prepops concinnoides Carvalho, 1988
- Prepops concinnus (Stal, 1860)
- Prepops concisus Knight, 1929
- Prepops confraternus (Uhler, 1872)
- Prepops cordobanus Carvalho & Fontes, 1969
- Prepops correntinoides Carvalho & Carpintero, 1987
- Prepops costalis (Stål, 1860)
- Prepops crassicornis (Reuter, 1910)
- Prepops crucifera Berg, 1878
- Prepops cruciferoides Carvalho & Fontes, 1970
- Prepops cruciferus (Berg, 1878)
- Prepops cruxnigra (Reuter, 1910)
- Prepops cubanus Carvalho & Schaffner, 1974
- Prepops cuzcoensis Carvalho, 1988
- Prepops decoratus (Reuter, 1910)
- Prepops diamantinensis Carvalho, 1984
- Prepops diminutus Carvalho & Fontes, 1973
- Prepops dissociatus (Berg, 1892)
- Prepops divisus (Herrich-Schäffer, 1850)
- Prepops englemani Carvalho & Schaffner, 1987
- Prepops entrerianus Carvalho & Carpintero, 1987
- Prepops eremicola Knight, 1929
- Prepops erubescens (Distant, 1883)
- Prepops falloui (Bergroth, 1898)
- Prepops fernandopolis Carvalho, 1988
- Prepops fiuzai Carvalho & Fontes, 1973
- Prepops flavicostus (Berg, 1884)
- Prepops flavoniger (Stål, 1860)
- Prepops flavovarius (Reuter, 1910)
- Prepops fragosoi Carvalho, 1988
- Prepops fraterculus Knight, 1923
- Prepops fraternus (Knight, 1923)
- Prepops frontalis (Reuter, 1905)
- Prepops goianus Carvalho & Costa, 1992
- Prepops gracilis (Reuter, 1910)
- Prepops guanduensis Carvalho & Costa, 1991
- Prepops guaranianus Carvalho & Fontes, 1970
- Prepops guttaticeps (Reuter, 1910)
- Prepops hambletoni Carvalho, 1988
- Prepops hogbergi (Stal, 1862)
- Prepops horvathi (Reuter, 1910)
- Prepops howardi (Reuter, 1910)
- Prepops huanucanus Carvalho, 1974
- Prepops huascaraiensis Carvalho, 1988
- Prepops iconnicoffi (Reuter, 1910)
- Prepops iguazuensis Carvalho & Carpintero, 1987
- Prepops imperatrizensis Carvalho & Costa, 1991
- Prepops insignis Say, 1832
- Prepops insitivoides Carvalho & Fontes, 1969
- Prepops insitivus (Say, 1832)
- Prepops interpunctus (Distant, 1883)
- Prepops itatiaiensis Carvalho & Fontes, 1968
- Prepops jamaicensis (Walker, 1873)
- Prepops koschevnikovi (Reuter, 1910)
- Prepops latipennis (Stal, 1862)
- Prepops liliae Carvalho, 1988
- Prepops limbicollis (Reuter, 1910)
- Prepops lineatus Carvalho, 1975
- Prepops lopesi Carvalho & Fontes, 1973
- Prepops luteiceps (Stål, 1859)
- Prepops luteofasciatus (Distant, 1883)
- Prepops maldonadoi Carvalho & Fontes, 1973
- Prepops malkini Carvalho, 1988
- Prepops marginalis (Reuter, 1910)
- Prepops mariliensis Carvalho & Costa, 1991
- Prepops meinerti (Reuter, 1905)
- Prepops mielkei Carvalho, 1988
- Prepops mimosus Carvalho & Fontes, 1970
- Prepops minensis Carvalho & Fontes, 1970
- Prepops minutulus (Reuter, 1910)
- Prepops missionesus Carvalho, 1988
- Prepops montevidensis (Berg, 1883)
- Prepops montivagus (Distant, 1883)
- Prepops nicaraguensis Carvalho & Schaffner, 1987
- Prepops nigricollis (Reuter, 1876)
- Prepops nigripennis (Stal, 1860)
- Prepops nigripilus (Knight, 1929)
- Prepops nigritus Carvalho, 1988
- Prepops nigroscutellatus (Knight, 1923)
- Prepops nigrus Carvalho & Fontes, 1970
- Prepops nitidipennis (Reuter, 1910)
- Prepops nobilis (Reuter, 1910)
- Prepops notaticollis (Reuter, 1910)
- Prepops nuevoleonensis Carvalho & Schaffner, 1987
- Prepops oaxacaenus Carvalho & Schaffner, 1974
- Prepops obscurans (Distant, 1883)
- Prepops olmosensis Carvalho, 1988
- Prepops omphalophorus (Reuter, 1910)
- Prepops palatanganus Carvalho, 1988
- Prepops paraensis Carvalho & Fontes, 1971
- Prepops paraguaiensis Carvalho & Fontes, 1970
- Prepops paranaensis Carvalho & Fontes, 1969
- Prepops patricius (Reuter, 1910)
- Prepops paulistanus Carvalho & Fontes, 1970
- Prepops pauloi Carvalho, 1988
- Prepops pentheri (Reuter, 1907)
- Prepops persignanda Distant, 1883
- Prepops persignandus (Distant, 1883)
- Prepops persimilis (Reuter, 1907)
- Prepops peruvianus (Reuter, 1910)
- Prepops piraporanus Carvalho, 1988
- Prepops platensis (Berg, 1878)
- Prepops plaumann Carvalho, 1989
- Prepops plenus (Distant, 1883)
- Prepops poppii (Bergroth, 1910)
- Prepops prepopsoides Carvalho, 1974
- Prepops procorrentinus Carvalho & Carpintero, 1992
- Prepops quadriguttatus Carvalho & Fontes, 1970
- Prepops riodocensis Carvalho, 1988
- Prepops robustus (Reuter, 1913)
- Prepops rollei (Reuter, 1910)
- Prepops rondoniensis Carvalho, 1988
- Prepops roppai Carvalho, 1974
- Prepops rubellicollis (Knight, 1923)
- Prepops rubroscutellatus (Knight, 1929)
- Prepops rubrovittata Stål, 1862
- Prepops rufocapitis Carvalho & Fontes, 1971
- Prepops rurrenabaquensis Carvalho & Costa, 1991
- Prepops saltensis Carvalho & Fontes, 1970
- Prepops santiagoensis Hernandez & Henry, 2010
- Prepops schaffneri Carvalho & Fontes, 1973
- Prepops semifemoratus Carvalho & Costa, 1992
- Prepops seminiger (Stål, 1860)
- Prepops serranus Carvalho & Fontes, 1969
- Prepops setosipes (Reuter, 1910)
- Prepops signifer (Reuter, 1910)
- Prepops similaris Carvalho & Fontes, 1973
- Prepops simplex (Kuhlgatz, 1902)
- Prepops stricturalis (Reuter, 1910)
- Prepops subandinus Carvalho & Wallerstein, 1978
- Prepops subannulatus (Stål, 1860)
- Prepops subsimilis (Reuter, 1907)
- Prepops teapensis (Distant, 1893)
- Prepops teutonianus Carvalho & Fontes, 1969
- Prepops teutoniensis Carvalho, 1993
- Prepops thoracicus (Distant, 1883)
- Prepops tingoensis Carvalho, 1988
- Prepops tiquiensis Carvalho, 1988
- Prepops trilineatus Carvalho & Fontes, 1970
- Prepops tristicolor (Reuter, 1910)
- Prepops trivittatus (Carvalho & Fontes, 1969)
- Prepops trujilloi (Distant, 1893)
- Prepops tucumanensis Carvalho & Fontes, 1969
- Prepops tupianus Carvalho & Fontes, 1970
- Prepops turrialbanus Carvalho & Schaffner, 1974
- Prepops ubirajarai Carvalho, 1989
- Prepops univittatoides Carvalho & Fontes, 1970
- Prepops univittatus (Berg, 1878)
- Prepops uruguayensis (Berg, 1883)
- Prepops variabilis Carvalho & Fontes, 1970
- Prepops vianai Carvalho & Fontes, 1970
- Prepops vissosensis Carvalho, 1988
- Prepops vittatus Carvalho & Schaffner, 1987
- Prepops vitticollis (Reuter, 1910)
- Prepops vittifrons (Stal, 1862)
- Prepops wallersteini Carvalho & Fontes, 1970
- Prepops wanderbilti Carvalho, 1988
- Prepops xavantinoides Carvalho & Fontes, 1972
- Prepops xavantinus Carvalho & Fontes, 1969
- Prepops zetterstedti (Stål, 1860)
- Prepops zonatus (Knight, 1926)